# 安布羅斯岩

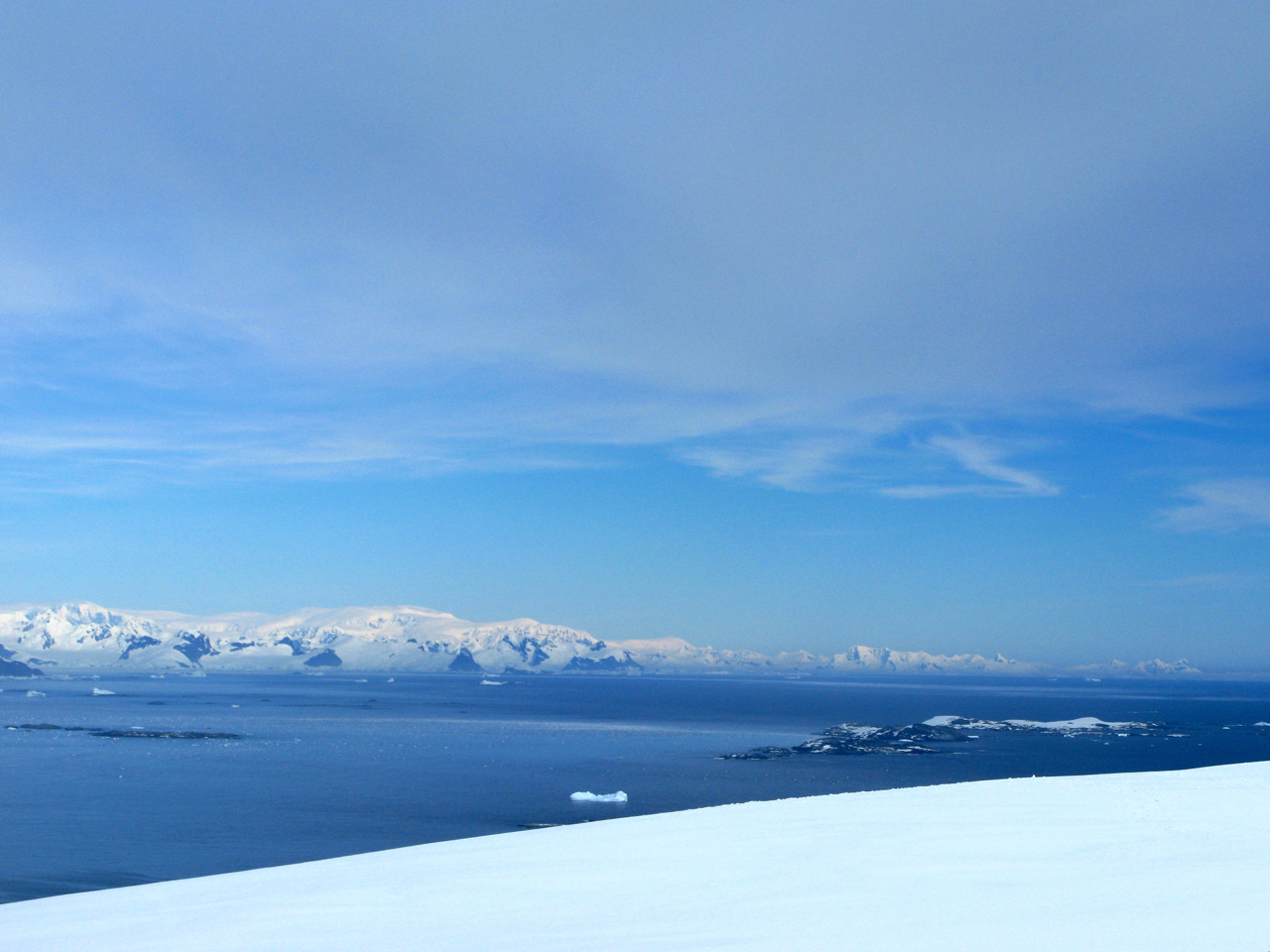

安布羅斯岩（英語：Ambrose Rocks）是南極洲的岩石，處於岡特岩西北面2公里的葛拉漢地西岸對開海域，由英國南極名稱諮詢委員會命名，現時由南極條約體系管理。